# Jezerní hora
Jezerní hora är ett berg i Tjeckien.   Det ligger i regionen Plzeň, i den västra delen av landet, 140 km sydväst om huvudstaden Prag. Toppen på Jezerní hora är 1 346 meter över havet, eller 313 meter över den omgivande terrängen. Bredden vid basen är 13,3 km.
Terrängen runt Jezerní hora är huvudsakligen kuperad. Runt Jezerní hora är det ganska glesbefolkat, med 21 invånare per kvadratkilometer. Närmaste större samhälle är Nýrsko, 14,0 km norr om Jezerní hora. I omgivningarna runt Jezerní hora växer i huvudsak blandskog.